# Койшыбаев, Галымжан Тельманович
Галымжан Тельманович Койшыбаев (род. 12 апреля 1968, Кзыл-Орда, Казахская ССР, СССР) — казахстанский государственный деятель, дипломат.

## Биография
Родился 12 апреля 1968 года в г. Кызылорда.
В 1991 году окончил Московский Государственный университет им. М. В. Ломоносова. После окончания поступает в аспирантуру этого же университета. В 1994 году защищает диссертацию на соискание учёной степени кандидата философских наук.
В 1995—1997 годах — атташе, Третий секретарь Посольства Республики Казахстан в Российской Федерации.
С 1997 по 1998 год — Первый секретарь, Советник Посольства Республики Казахстан в Российской Федерации.
В 1998 году назначается Советником-Посланником Посольства Республики Казахстан в Российской Федерации.
В 2004 году назначен Полномочным Представителем Республики Казахстан при Организации Договора о коллективной безопасности.
С 2004 по 2006 год — Главный инспектор Администрации Президента Республики Казахстан.
С 2006 по 2008 год — Посол по особым поручениям Министерства иностранных дел Республики Казахстан.
4 декабря 2008 года Указом Главы государства назначен Чрезвычайным и Полномочным Послом Республики Казахстан в Литовской Республике.
12 февраля 2009 года Указом Главы государства назначен Чрезвычайным и Полномочным Послом Республики Казахстан в Латвийской Республике, Эстонской Республике и Финляндской Республике по совместительству.
С 2012 по 2016 год — Чрезвычайный и полномочный посол Республики Казахстан в Финляндской Республике, чрезвычайный и полномочный посол Республики Казахстан в Эстонской Республике по совместительству.
4 марта 2016 года назначен заместителем министра иностранных дел РК.
25 марта 2019 года освобождён от должности заместителя министра иностранных дел Казахстана.
26 марта 2019 года назначен руководителем Канцелярии премьер-министра Республики Казахстан.
4 января 2023 года назначен Заместителем Премьер-Министра — Руководителем Аппарата Правительства Республики Казахстан. 3 апреля 2023 года и 6 февраля 2024 года переназначен.

## Награды
- 2008 — Орден «Курмет»
- 2013 — Крест Признания III степени (10 апреля 2013 года, Латвия)[10][11]
- 2017 — Орден Льва Финляндии (Финляндия)
- 2017 — Медаль «МПА СНГ. 25 лет» (27 марта 2017 года, Межпарламентская ассамблея СНГ) — за заслуги в деле развития и укрепления парламентаризма, за вклад в развитие и совершенствование правовых основ функционирования Содружества Независимых Государств, укрепление международных связей и межпарламентского сотрудничества[12]
- 2017 — Грамота Содружества Независимых Государств (17 июля 2017 года, Совет глав государств СНГ) — за активную работу по укреплению и развитию Содружества Независимых Государств[13]
- 2018 — Медаль «За укрепление парламентского сотрудничества» (29 ноября 2018 года, Межпарламентская ассамблея СНГ) — за особый вклад в развитие парламентаризма, укрепление демократии, обеспечение прав и свобод граждан в государствах — участниках Содружества Независимых Государств[14]
- 2019 — Медаль «За вклад в развитие Евразийского экономического союза» (29 мая 2019 года, Высший Евразийский экономический совет)[15]
- 2020 — Орден «Парасат»[16]